# Strukturni krug
Tortni grafikon ili strukturni krug ili kružni grafikon se definira kao način prikazivanja djelomičnih vrijednosti neke cjeline kao dijela kruga. U pravilu je grafikon podijeljen na kružne isječke i svaki od njih predstavlja neku djelomičnu vrijednost, a cijeli krug predstavlja zbroj svih tih vrijednosti. Kružni isječci se definiraju pomoću linije radijusa, tj. linije koja kreće iz središta kružnice i dodiruje rub kružnice koja predstavlja grafikon. Kut središta između dvije susjedne linije radijusa određuje veličinu kružnog isječka, tj. njegov kut. To je moguće izraziti pomoću sljedeće formule:
kut = 360° × djelomična vrijednost/ukupna vrijednost
Hrvatski naziv je ova vrsta grafikona dobila vjerojatno iz razloga što podsjeća na izrezanu tortu. Naziva ga se još i tortnim grafikonom. 

## Označavanje i obilježavanje isječaka
Pojedini isječci kruga se najčešće označavaju različitim bojama radi što bolje preglednosti, a ponekad se uzimaju najrazličitiji uzorci ili se isječci čak osjenčavaju na razne načine, ovisno o efektu koji se želi postići. Obilježavanje pojedinog isječka nekim pojmovima koji oni predstavljaju (dakle riječima ili brojevima) se vrši na tri načina: unutar samog isječka (ako isječak nije premalen ili pojam predugačak), direktno izvan isječka ili se svaki isječak označi brojem i određenom bojom pa se izradi legenda koja objasni svaki od pojmova. 

## Preglednost
Radi što bolje preglednosti potrebno je imati neke stvari na umu. Najbolje bi bilo kada određeni tortni grafikon ne bi imao više od 10 isječaka. Pojedini isječak se ne treba dodatno raspodijeliti, najbolje je u tom slučaju naći neki općeniti pojam ili jednostavno izraditi legendu koja bi sve to objasnila. Što bolja preglednost jednog tortnog grafikona se postiže tako da se kružni isječci slažu u smjeru kazaljke na satu i to po veličini, počevši od najvećeg čiji radijus započinje točno na poziciji kazaljke koja pokazuje 12 sati.

## Vrste tortnih grafikona
Postoji nekoliko vrsta tortnih grafikona. Prva je tzv. 3D grafikon koji vizualno može izgledati fantastično, ali on poprima u tom slučaju oblik elipse i ponekad je otežano odrediti granice pojedinih isječaka pa čak i njihov međusobni omjer. Postoji još tzv. polukružni grafikon koji ne koristi puni krug (svih 360°) već samo jedan dio, najčešće polovicu (180°). Može prikazivati npr. razmještaj sjedala u kazalištu ili slično. Postoji i tzv. prstenasti grafikon čiji krug nije u potpunosti ispunjen (nedostaje mu sredina) i zbog toga podsjeća na prsten. Zbog svoje izričite složenosti može prikazivati čitav niz podataka, prazni prostor u sredini služi za ubacivanje komentara. Posljednji je tzv. "eksplodirajući grafikon" u kojemu se uglavnom jedan kružni isječak izričito naglašava i dijeli ga se na podisječke.

## Upotreba tortnog grafikona
Općenito tortni grafikon je pogodan za prikazivanje svakakvih raspodjela ili udjela neke cjeline. Najviše se koristi u poslovnome svijetu, masovnim medijima i u znanstvenim publikacijama.

## Povijest
Prvi čovjek koji je upotrebio tortni grafikon za prikazivanje podataka je William Playfair u svojoj publikaciji "Statistical Breviary", 1801. godine.

## Vanjske poveznice
- Fakultet za menadžment u turizmu i ugostiteljstvu, Opatija  Arhivirana inačica izvorne stranice od 12. srpnja 2018. (Wayback Machine) Statistika, predavanje 2: uređivanje i prikazivanje podataka